# 9158 Platè
9158 Platè è un asteroide della fascia principale. Scoperto nel 1984, presenta un'orbita caratterizzata da un semiasse maggiore pari a 2,2996378 UA e da un'eccentricità di 0,1506592, inclinata di 7,68750° rispetto all'eclittica.